# Treball escolar
El treball escolar són les tasques o deures que els professors envien als seus alumnes normalment fora de l'horari lectiu, en un termini determinat i amb objectius acadèmics i formatius predeterminats. D'aquesta manera, l'alumne practica tot allò que s'ha après a la classe desenvolupant una sèrie d'habilitats cognitives. Un dels objectius del treball escolar se centra en la millora del rendiment de l'alumne a llarg termini, aprengui a aprendre i a descobrir i posar en pràctica les seves pròpies tècniques d'estudi i de treball personal, de manera que vagi adquirint valors de responsabilitat i compromís.

## Debat

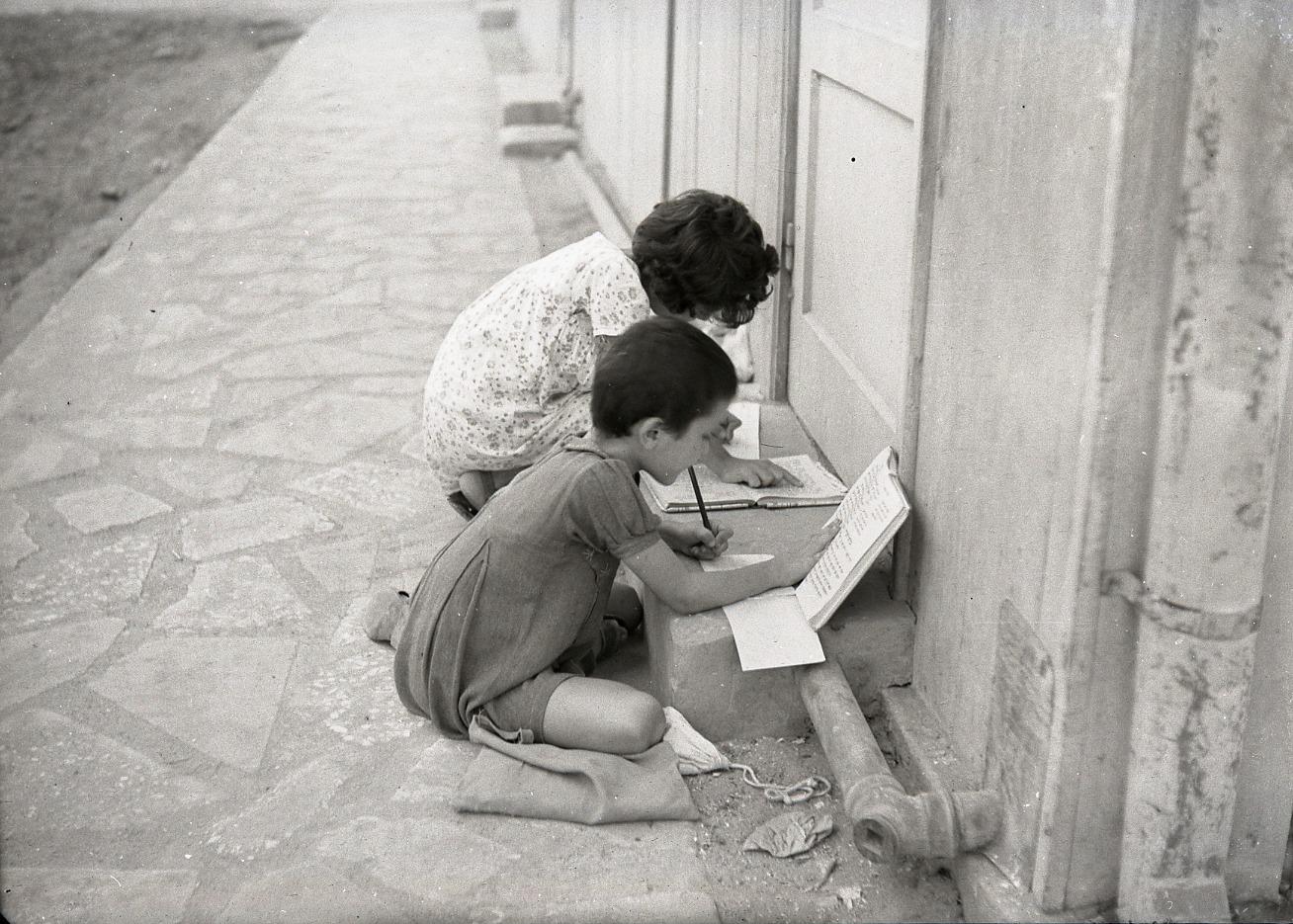
Canalla preparant els deures escolars al carrer a Tel-Aviv el febrer de 1954.

Es tracta d'una pràctica antiga i comuna en els centres educatius espanyols tot i que, des de fa uns anys, s'ha obert un debat en la societat per valorar la seva necessitat d'aplicació en l'alumnat.
- Alguns pedagogs es posicionen en contra del treball escolar fora del centre educatiu, ja que manifesten que en la majoria de casos els deures es realitzen amb ajuda externa. Altre dels motius, és el sentit dels deures, que al final s'acaben convertint en una extensió de treballs repetitius similars als practicats a l'aula, afirmant que les hores de classe han de ser suficients per a l'aprenentatge de l'alumne.[2] També assenyalen que mostra les desigualtats entre els alumnes que poden beneficiar-se de l'ajuda de la seva família i els que no. Per això, molts proposen l'eliminació del treball escolar i sostenen que no existeix cap estudi que demostri que afavoreixen l'autonomia de l'alumnat ni que beneficiïn el seu desenvolupament intel·lectual.
- Les famílies també protesten perquè els deures són molts o pocs, massa difícils o massa fàcils, o que requereixen del seu temps i les seves jornades laborals no els permeten ajudar. Manifesten la necessitat dels seus fills i filles per gaudir del seu temps lliure fent activitats d'oci i no sobrecarregant-se de treball, que a vegades, genera tensions entre les famílies.[3]
- Altres pedagogs es posicionen a favor d'aquest tipus de treball. Defensen la seva utilitat per aprendre i adquirir valors fonamentals per qualsevol individu com són la constància, la disciplina i l'autonomia, a més manifesten la seva capacitat de generar hàbits d'estudi i de treball necessaris per portar una vida organitzada. També exposen la implicació que s'origina en les famílies involucrant-se més en la labor educativa que s'està portant a terme en els centres on es troben els seus fills i filles.[4]

## Tipus de deures
D'acord amb Woolfolk, Leyton, Ulloa i San Martín (2007), es poden establir tres tipus de tasques segons la seva finalitat:
- Tasques de pràctica: Són aquelles que reforcen allò que ja s'ha treballat a classe, siguin procediments o conceptes. Aquestes són les que s'empren en les metodologies més tradicionals, com puguin ser resolució d'exercicis, elaboració de resums, o creació d'esquemes, sempre repetint el que ja s'ha fet de forma presencial.
- Tasques de preparació: Són aquelles que es demanen per establir esquemes mentals previs a allò que es treballarà de forma presencial a la propera classe. Aquí es poden incloure tasques emprades en diferents metodologies, com poden ser la tradicional lectura prèvia del tema a tractar, o la més novedosa Flipped Classroom.
- Tasques d'extensió: Són aquelles que consisteixen a aplicar els coneixements que ja posseeix l'alumnat a situacions distintes. Aquí s'inclourien els projectes d'investigació o els treballs de síntesi.

Dodge (1999) afirma que existeixen més de cinquanta formes d'assignar tasques a l'alumnat. Encara que ell va preveure el següent llistat de categories per a treballar mitjançant una WebQuest, podem diferenciar els tipus de tasques que el professorat pot encomanar a l'alumnat:
- Tasques de repetició: L'alumnat ha de reproduir allò que ja s'ha après.
- Tasques de recopilació: L'alumnat ha de cercar informació de diverses fonts i posar-la en un mateix format.
- Tasques de misteri: L'alumnat ha de resoldre un misteri creat pel professor, per tal d'atreure la seva atenció. L'alumne segueix una seqüència d'activitats de recerca d'informació per poder solucionar l'enigma plantejat.
- Tasques periodístiques: L'alumnat es converteix en un periodista per descriure un esdeveniment. Ha de recopilar diferents versions d'allò que ha succeït, aprofundint en la comprensió de l'esdeveniment i minimitzant els seus propis prejudicis.
- Tasques de disseny: L'alumnat ha d'elaborar un projecte, tenint en compte totes les seues vessants. Què es fa?, com es fa?, amb quin pressupost?, etc.
- Tasques de productes creatius: L'alumnat ha de representar allò que ha après d'un tema amb un producte creatiu: una cançó, un dibuix, un joc, etc.
- Tasques per a la construcció de consens: L'alumnat ha de trobar diferents punts de vista sobre el mateix tema, i intentar harmonitzar-los.
- Tasques de persuasió: L'alumnat ha de desenvolupar una argumentació sobre la base d'allò que s'ha après, per intentar convèncer a una audiència que no hi estigui d'acord.
- Tasques d'autoconeixement: Mitjançant l'exploració guiada, es pretén que l'alumne aconsegueixi un millor coneixement d'ell mateix.
- Tasques analítiques: L'alumnat ha de trobar similituds i diferències entre diverses coses, buscant relacions de causa i efecte i discutint el seu significat.
- Tasques d'emissió d'un judici: Es presenta a l'alumnat una série de temes i se'ls sol·licita que les classifiquin o valorin, per tal que emetin un judici basant-se en una avaluació, que els pot ser donada o produïda per ells mateixos.
- Tasques científiques: Basades en el mètode científic. L'alumnat ha de formular unes hipòtesis a partir de l'observació, contrastar-les, i descriure els seus resultats.